# 仲壬 (鲁国)
仲壬（？—前537年），姬姓，叔孙氏，是叔孙豹与国姜的嫡次子，孟丙同母弟，竖牛、叔孙昭子的异母兄弟。
当初叔孙豹离开本宗叔孙氏，前往齐国娶了国姜，生了孟丙、仲壬。叔孙豹回国继承叔孙氏后没有把国姜接回去，公孙明就娶了国姜。叔孙豹对此感到生气，等两个儿子长大后才派人将他们接回国。
前538年，叔孙豹的庶子竖牛害死了孟丙，又硬要和仲壬结盟，仲壬不答应。仲壬和鲁昭公的御士莱书在公宫游玩时，鲁昭公赐予仲壬玉环。仲壬让竖牛把玉环送去给叔孙豹看，竖牛进入叔孙豹的房间却没把玉环给他看，他出来后假装叔孙豹的命令让仲壬佩戴玉环。接着竖牛对叔孙豹说：“让仲壬进见国君，以确立他做叔孙氏的继承人，如何？”叔孙豹问为什么，竖牛说：“不让他进见，他自己已经去见过了，国君还给了他玉环佩在身上。”叔孙豹就赶走了仲壬，仲壬逃亡到齐国。不久叔孙豹病危，命令召仲壬回来，竖牛虽答应了，却不去召仲壬回来。
前537年，仲壬在叔孙豹死后回到鲁国，季武子想要立他做叔孙氏的继承人。季氏的家臣南遗反对，他说：“叔孙氏势力强大，季氏势力就会削弱。他们家发生动乱，您不要参予，不也可以吗？”南遗让国人帮助竖牛在府库的庭院里攻打仲壬，司宫用箭射仲壬，仲壬被射中眼睛而死。
后来叔孙昭子召集叔孙家族要除掉杀嫡立庶、分裂封邑、造成祸乱的竖牛。竖牛害怕，出奔齐国。孟丙、仲壬的儿子在塞关之外杀死他，把他的首级扔在宁风的荆棘上。